# AMX-50
L'AMX-50 era un carro pesante francese, del periodo immediatamente successivo alla seconda guerra mondiale. Sarebbe dovuto diventare il principale carro francese con buone prestazioni previste per le soluzioni decisamente all'avanguardia, ma arrivò in un periodo di congiuntura economica poco favorevole.

## Tecnica
Progettato nel maggio del 1950, l'AMX-50 era uno dei tre progetti che vennero sviluppati attorno al concetto della "torre oscillante", ovvero una torre che era costituita da una sorta di anello sviluppato tutt'attorno alla parte mobile, con una specie di scudatura mobile estesa a tutta la parte anteriore e superiore del mezzo, in cui era installato in maniera solidale il cannone. Gli altri due furono l'AMX-13 e la blindo pesante EBR-75. Il carro pesava circa cinquanta tonnellate.
Lo scafo era dotato di una larga cingolatura, per assicurare una buona mobilità fuoristrada. Essa ricordava, come anche molto dello scafo, il progetto del Panzer VI Tiger I tedesco, ma le ruote erano totalmente diverse, cinque grandi per lato, gommate all'esterno. L'apparato motore era nella parte posteriore del mezzo, con tanto di ruote di rinvio. Le fiancate erano verticali, come nel caso del Tiger, mentre la parte anteriore del mezzo era uniformemente inclinata di circa 40 gradi, similmente a quanto avvenuto con il Panzer V Panther o il Panzer VI Tiger II.
Sopra il massiccio scafo, dotato certamente di corazze pesanti, dell'ordine di 80-120 mm, vi era la torretta, con una struttura molto più piccola e leggera rispetto a quella del Tiger I. Essa aveva una struttura con il cannone e il suo scudo basculante fissi tra di loro, elevabili solidalmente. Nella parte posteriore vi era, invece, la cupola di visione per il capocarro, con una ricca dotazione di apparati di visione. Due mitragliatrici leggere erano sistemate al di sopra dello scudo del cannone, che non aveva un'arma coassiale convenzionale.

## Servizio
Il carro rimase un prototipo. A parte il fatto che esso aveva una torretta basculante (non è chiaro se dotata anche del più interessante degli accessori, ovvero un caricatore automatico, arduo da progettare considerando la pesantezza delle granate usate), esso vantava anche due motivi di interesse. Il primo era l'armamento: già inizialmente esso aveva un cannone da 100 mm a canna lunga, arma già al di sopra dello standard contemporaneo, poi addirittura venne installato un cannone a canna lunga da 120 mm, una potenza micidiale per l'epoca. Praticamente questo lo rendeva paragonabile ai carri americani e inglesi che all'epoca erano in fase di sviluppo, ma li anticipava di qualche anno.
Soprattutto, l'AMX-50 aveva una differenza fondamentale: oltre a pesare parecchie tonnellate in meno degli altri carri superpesanti occidentali, aveva un motore da ben 1000 hp, che riusciva a dare un rapporto potenza peso di ben 20:1, ovvero un rapporto degno dei migliori carri successivi, come l'AMX-30 e il Leopard 1.
Nonostante un ottimo progetto, molto moderno e praticamente senza rivali al tempo all'imbastimento del progetto, nonostante la potenza di fuoco, potenza motrice e torre basculante, il carro non passò alla produzione in serie.
Probabilmente era troppo pesante per le strade dell'epoca, e troppo costoso. L'arrivo dei carri USA M.47, molto più economici, dev'essere stato decisivo.
Nell'insieme si può comunque affermare che l'AMX-50 fosse un ottimo mezzo che avrebbe potuto prestare un servizio d'alto livello se fosse passato in produzione. Per riavere un carro con tali caratteristiche bisognerà aspettare l'AMX-32 degli anni ottanta.